# 伊藤克 (野球)
伊藤 克（いとう すぐる、1996年10月10日 - ）は、神奈川県相模原市中央区出身の元プロ野球選手（投手）。
中学卒業後に就職しており、高校野球経験がないながらもNPB入りを目指すという、異色な経歴を持つ独立リーグ野球選手だった。

## 経歴

### プロ入り前
父親と叔父が野球好きという野球一家に生まれ、物心がついたときからボールを握り、父親から厳しく野球指導を受けていた。しかし、幼い時に両親が離婚、母親のもとで育つ。
相模原市立田名小学校入学後、1年生のときから「陽原Jr.パイレーツ」で野球を始め、投手として活躍。相模原市立田名中学校在学中は「相模原リトルシニア」に所属。2年生の頃からエースとして活躍し、チームは南関東2位になり、第38回日本リトルシニア野球選手権大会に出場した。大会前に肘の疲労骨折に見舞われ、エースの座を明け渡すことになることもあったが、3年生の時には最速142km/hを計測。将来を嘱望され、野球の強豪高校からスカウトされていた。当初はプロ野球選手を目指していた伊藤だったが、このときには野球に対する意欲が低下しており、勉強嫌いな点や家庭の経済状況といった理由もあって高校には進学せず、戸塚区内の建設会社に就職。野球から一時的に引退。周囲から「もったいない」と嘆かれたが、当時野球に未練がなかった伊藤は頑なで、母親からの説得にも対して何度も衝突し、家出もした。
就職してから2年が過ぎ、毎日同じことの繰り返しの刺激のない日常に疑問を覚え始めていた中、2014年春の第86回選抜大会のテレビ中継を見ていると、横浜高校のメンバーの中に中学時代に対戦した選手がいた。彼らが活躍する姿を見て「自分にもできるはず」と野球熱が再燃した。友人からの紹介でクラブチーム・EMANON Baseball Club 戸塚に加入し、野球を再開。友人から「人数が足りないから」という理由で試合に誘われ、2年のブランクがあるにも拘らずいきなり投手を任され、トレーニングもしていない状態でマウンドに上がらされた。加入当初は以前のように体が動かず、1年目は仕事の都合もあり練習になかなか参加できなかった。仕事の合間に筋力トレーニングに励み、徐々に感覚を取り戻す。2年目からは仕事のシフトを調整して練習に出られるようになり、3年目の春からエースを任された。2016年のJABA春季神奈川県大会では2完投し、チームを8強入りまで導き、「またプロを目指してもいいのかもしれない」と気持ちが再燃。独立リーグ挑戦を目標に定め、平日も仕事が終わった後に自主練習に励んだ。

### 四国アイランドリーグplus時代
2016年11月3日、クラブチーム監督の小池章夫の勧めで四国アイランドリーグplusのトライアウトを受験。遠投、ピッチング、投内連携などの後、実戦形式のテストで3人に投げてセカンドゴロ、四球、センターフライという結果だった。緊張のために納得の行く投球はできなかったが、2次テスト免除で入団内定の特別合格者となり、同月13日に行われたドラフト会議で徳島インディゴソックスから8位指名を受けた。
2017年1月に行われた徳島の入団会見では、球速は最速140km/h程度と答えていたが、実際には135km/h程度だった。しかし本格的なウエイトトレーニングに取り組んだ結果、4月の段階で最速142km/hに達した。シーズン当初は四球の多さが目立ち、安定感に欠けたが、試合に慣れていく中でコントロールが安定し始める。中継ぎで起用されていたが、5月10日の対高知ファイティングドッグス戦（JAバンク徳島スタジアム）にて先発ローテーションの穴埋めに急遽抜擢され、初の先発登板。5回1/3を投げ2失点で初勝利をあげる。また、この試合で元メジャーリーガーのマニー・ラミレスに来日初ホームランを献上している。5日後の対愛媛マンダリンパイレーツ戦（JAアグリあなんスタジアム）では、3点ビハインドの場面からのロングリリーフで5回を無失点で抑え、チームが逆転勝利したため、2勝目をあげた。また、この試合で最速147km/hを記録し、入団会見で答えた球速が逆の意味で嘘になった。これらの活躍から5月度月間グラゼニMVPを獲得。2017年前期は中継ぎ、先発でフル回転し、12試合を投げて3勝1敗、リーグトップ防御率1.09を記録し、徳島の前期優勝に貢献し、前期グラゼニMVP・四国4県MVP選手に選出された。四国アイランドリーグplus選抜選手に選出され、6月22日、NPBのイースタン・リーグ混成チームであるフューチャーズとの交流戦・第3戦（大田スタジアム）に登板の機会を得る。9回表に登板したが、エラーで出塁したランナーを帰され、敗戦を喫した。以降、阪神タイガース二軍との交流戦メンバーにも選出されている。後期は夏場の猛暑の影響から調子を落として防御率を悪化させ、最終的に26試合に登板し、3勝5敗1セーブ、リーグ5位の防御率2.68でシーズンを終えた。チームは香川オリーブガイナーズとのリーグチャンピオンシップを制し、総合優勝を果たす。更にベースボール・チャレンジ・リーグの信濃グランセローズとのグランドチャンピオンシップでは3勝2敗の成績で優勝を飾った。しかし、伊藤は後期から調子を落としていたほか、肘の故障もあり、登板機会は限られた。その後は第14回みやざきフェニックス・リーグの第2次出場メンバーに選出された。
2018年はチームの副主将に就任。冬に体を絞ってシーズンに挑み、中心投手2名（伊藤翔、大藏彰人）がNPB入りして徳島の戦力が抜けた中でも、新監督の石井貴からは「今季も投げる場所に関わらず結果を残してくれるでしょうね」と期待を寄せられた。この年は2勝2敗、防御率は3.83と前年より悪化したものの、中継ぎに専念してリーグ最多となる44試合に登板。台湾社会人チームとの交流戦選抜チームや、第15回みやざきフェニックス・リーグの第1次出場メンバーに選出。2018年8月発売のNintendo Switch用ソフト『プロ野球 ファミスタ エボリューション』にも「四国アイランドリーグplus選抜」の一員として、伊藤のデータが登録された。同年10月8日深夜放送『S☆1 plus』（TBSテレビ）ではNPBドラフト候補として、中卒である異色な経歴や、母親との話が特集された。しかし、この年もドラフト指名されることはなかった。11月7日より台湾に渡り、現地の社会人野球チーム・台中市台灣人壽成棒隊に一時的に加入し、ポップコーンリーグでプレー。台湾で年を越した。
2019年は四国アイランドリーグplus公式選手名鑑の表紙を飾る。5月に北米独立リーグ・カナディアン・アメリカン・リーグ派遣メンバーに選出されたことが発表された。同リーグでは6月〜7月に7試合に中継ぎ登板し、1勝0敗、痛打された試合もあり防御率は8.52だった。この年は不調や怪我などの影響で二度の選手登録抹消（練習生への移行）を経験。チームは愛媛マンダリンパイレーツとのリーグチャンピオンシップを制し、栃木ゴールデンブレーブスとのグランドチャンピオンシップも3勝2敗で2年ぶりの独立リーグ日本一となった。伊藤もグランドチャンピオンシップでは2試合に登板した。同年10月28日、自らの申し出で徳島を退団（任意引退）。

### ベースボール・チャレンジ・リーグ時代
2019年11月実施のベースボール・チャレンジ・リーグの合同トライアウトにエントリーし、2020年より同リーグに参戦する地元の新球団・神奈川フューチャードリームスを希望球団に選択したところ、特別合格選手としてトライアウトの受験を免除。2019年度ドラフト会議が行われた同月15日、徳島の元同僚で同郷の2選手とともに特別合格選手であることが球団よりリリースされた。2020年1月には奄美大島での内海哲也や長野久義の自主トレに参加。同年3月13日、神奈川と選手契約について合意した。
2020年、神奈川ではクローザーとして起用。防御率は5点台だったものの、6セーブをあげ、東地区の最多セーブのタイトルを獲得した。NPBのドラフト指名にはこの年も漏れ、シーズン中の2020年8月1日放送の『バース・デイ』（TBSテレビ）にて、今年でNPB入りできなければ野球を辞める覚悟であることを語っていた通り、11月24日、任意引退として神奈川から退団することが発表された。

### 独立リーグ退団後
神奈川退団後の去就は未定としていた。2021年の奄美大島での内海らの自主トレには2年連続で同行したが、このときも野球は続けない予定であることを明言していた。翌年には岡本和真の自主トレに同行し、サポートをしていた。
2022年からは埼玉県のクラブチーム・一球幸魂倶楽部に参加し、社会人野球に再挑戦した。
2024年からは、徳島インディゴソックス時代の先輩投手である松本憲明が代表を務める愛知県名古屋市の野球アカデミー「Be an Elite」に就職し、トップピッチングコーチを務めている。

## 選手としての特徴・人物
徳島所属時の最高球速は147km/hで、神奈川所属後は145km/h。クラブチーム時代の監督の小池章夫からは、将来的には150km/hを目指せるといわれていた。粗削りながら力強いボールを投げるが、四球が多く、コントロールを課題とする。変化球はスライダーが武器とし、カーブやフォークも投げられる。
クラブチーム時代の助監督の内藤泰裕からは安定感が特徴の投手と評された。徳島時代はロングリリーフも可能な中継ぎとして起用され、「どこでもスグル、困ったらスグル」というレベルで大車輪を活躍をしていた。徳島初年度の監督である養父鐵の指導で入念にキャッチボールを行い、ブルペンでは10球程度で肩が仕上がるようになり、そのような起用にも応えられるようになったという。
野球を再開する前から仕事で筋肉が鍛えられ、2019年に徳島のチーム内で計測されたフィジカルデータでは握力が右手67.4kg、左手60.4kg、背筋201kgなどといった数値が確認できる。
「緊張しい」な性格で、四国アイランドリーグplusのトライアウトも緊張のせいで実力を発揮できなかったと語り、徳島初年度も緊張していたと振り返る。徳島初年度前期にローテーションの穴埋めのため急遽先発登板をしているが、このとき、監督の養父は伊藤が緊張してしまうからという理由で、試合前日の時点で予告先発が決まっていたにも拘らずそのことを自分からは告げなかった。結果、急すぎて緊張している暇もなく、緊張よりも意気に感じる部分の方が大きく、自分らしい向かっていくピッチングができたという。
母子家庭で育ち、かつては大喧嘩したこともあったが、今では母親は伊藤の試合を現地で応援することを楽しみとしており、伊藤も自分が野球をやってる姿を長く見せることが一番の恩返しとしている。
「克」という名前は祖父から付けられた。グラブの裏側には赤い糸で「克己心」と刺繍が入っている。
憧れの野球選手は内海哲也。

## 詳細情報

### 独立リーグでの投手成績
| 年 度    | 球 団    | 登 板 | 先 発 | 完 投 | 完 封 | 無 四 球 | 勝 利 | 敗 戦 | セ 丨 ブ | ホ 丨 ル ド | 勝 率 | 打 者 | 投 球 回 | 被 安 打 | 被 本 塁 打 | 与 四 球 | 敬 遠 | 与 死 球 | 奪 三 振 | 暴 投 | ボ 丨 ク | 失 点 | 自 責 点 | 防 御 率 | W H I P |
| -------- | -------- | ----- | ----- | ----- | ----- | -------- | ----- | ----- | -------- | ----------- | ----- | ----- | -------- | -------- | ----------- | -------- | ----- | -------- | -------- | ----- | -------- | ----- | -------- | -------- | ------- |
| 2017     | 徳島     | 26    | -     | 0     | 0     | 0        | 3     | 5     | 1        | -           | .375  | 228   | 53.2     | 45       | 4           | 21       | -     | 2        | 42       | -     | -        | 17    | 16       | 2.68     | 1.19    |
| 2018     | 徳島     | 44    | 0     | 0     | 0     | 0        | 2     | 2     | 0        | 0           | .500  | 228   | 51.2     | 41       | 3           | 30       | -     | 6        | 46       | 5     | 0        | 27    | 22       | 3.83     | 1.37    |
| 2019     | 徳島     | 19    | 1     | 0     | 0     | 0        | 0     | 2     | 0        | 6           | .000  | 106   | 23.1     | 21       | 0           | 18       | -     | 1        | 19       | 5     | 0        | 15    | 14       | 5.40     | 1.67    |
| 2020     | 神奈川   | 25    | 0     | 0     | 0     | 0        | 2     | 1     | 6        | 0           | .667  | 111   | 23.1     | 28       | 1           | 14       | -     | 2        | 23       | 5     | 0        | 13    | 13       | 5.01     | 1.80    |
| IL：3年  | IL：3年  | 89    | -     | 0     | 0     | 0        | 5     | 9     | 1        | -           | .357  | 562   | 128.2    | 107      | 7           | 69       | -     | 9        | 107      | -     | -        | 59    | 52       | 3.64     | 1.35    |
| BCL：1年 | BCL：1年 | 25    | 0     | 0     | 0     | 0        | 2     | 1     | 6        | 0           | .667  | 111   | 23.1     | 28       | 1           | 14       | -     | 2        | 23       | 5     | 0        | 13    | 13       | 5.01     | 1.80    |

- 2020年度シーズン終了時
- 各年度の太字はリーグ最高

### 独立リーグでの表彰
IL
- 月間グラゼニMVP（2017年5月）
- 前期MVP（2017年）

BCL
- 最多セーブ(東地区)（2020年）

### 背番号
- 23 （2017年 - 2019年）
- 27 （2020年）